# Satanistiska rituella övergrepp
Satanistiska ritualmord och övergrepp (eng. Satanic ritual abuse, SRA) är ett begrepp för vålds- och sexualbrott mot barn eller vuxna med satanistiska motiv.
Evidensbaserade studier tyder på att anklagelser om satanistiska ritualmord mot barn under senare år ofta har varit ogrundade. I Sverige har misstanken i detta sammanhang väckts av forskaren Rickard L Sjöberg, att experter på övergreppsfrågor, som den svenska regeringen regelmässigt anlitade på feministiska grunder ställt sig avvisande till möjligheten, att falska anklagelser om satanistiska övergrepp över huvud taget kan förekomma, exempelvis professor Eva Lundgren. Emellertid förekommer domar för satanistiska ritualmord av vuxna, exempelvis i Italien 2005.
Under 1980-talet och 1990-talet drabbades delar av västvärlden, framför allt USA och Storbritannien, av den så kallade SRA-hysterin, en moralpanik med tron på att hemliga organisationer av djävulsdyrkare bland annat infiltrerade samhället, styrde världen, kidnappade spädbarn med mera. Termen SRA syftar på djävulsdyrkares systematiska kidnappningar av spädbarn och offrandet eller sexuellt utnyttjande av dessa, men omfattar även andra brottsfall. Under 1990-talet publicerade Kenneth Lanning ett flertal studier vid FBI:s beteendevetenskapliga enhet om den grova överdriften angående Satanic ritual abuse. Kenneth Lannings rapporter visade bland annat att kidnappningar av spädbarn och ritualmord på intet sätt var vanligare inom satanismen än inom andra religioner och trosuppfattningar och att det fanns få eller inga bevis på att någon utbredd form av Satanic Ritual Abuse någonsin ägt rum.[källa behövs]

## Förekomsten av Satanic Ritual Abuse
Vissa källor har talat för att över 50 000 fall av SRA sker varje år, även om denna källan har visat sig vara felaktig och  Al Carlisle som påståtts ha stått bakom uttalandet (sic) har enligt andra källor påstått att antalet är betydligt färre.
 

En stor del av SRA-hysterin kan spåras tillbaka till framför allt två typer av källor. Den ena var Geraldo Riveras specialprogram om Satanic Ritual Abuse. Även om flera andra program och talkshower har tagit upp Satanic Ritual Abuse så är de flesta överens om att Geraldo Riveras show är den som haft störst inflytande på allmänheten. Geraldo Rivera påstod bland annat: 
| ” | "Estimates are that there are over 1 million Satanists in this country...The majority of them are linked in a highly organized, very secretive network. From small towns to large cities, they have attracted police and FBI attention to their Satanic ritual child abuse, child pornography and grisly Satanic murders. The odds are that this is happening in your town." | „ |

 Geraldo Rivera ändrade senare sitt påstående och erkände att många oskyldiga personer farit illa på grund av SRA-hysterin och delvis på grund av honom. Flera andra talkshower, program och nyhetsmedier har beskyllts för att ha varit en del av SRA-hysterins uppkomst också, även om Riveras program anses ha haft störst tyngd i media.
Den andra källan är den uppsving av vittnesberättelser i bokform som kom under 80- och 90-talet där en av pionjärerna var Michelle Smiths bok Michelle Remembers, skriven tillsammans med Michelles psykiater och framtida man Dr. Lawrence Pazder. Michelle Remembers var den första boken som ur ett vittnes perspektiv beskrev Satanic Ritual Abuse och bortträngda minnen om kidnappning, tortyr och medverkande i ceremonier med satanistiska inslag. Samtliga uppgifter i boken, däribland påståenden om att Michelle skulle ha kidnappats och förts bort i en bil tillsammans med ett lik, blivit inlåst i en bur med giftiga ormar och andra händelser har dementerats av såväl Michelles pappa Jack Proby som Michelles båda systrar att någonting sådant aldrig hänt i deras liv. Boken kom att bli en bästsäljare och hade stora inflytanden i SRA-hysterin och det är troligt att anta att den varit en förebild för framtida böcker av liknande karaktär, däribland Dr. Rebecca Browns bok He Came to Set the Captives Free.[källa behövs]

## Konspiration och sanning
Kontroversen ligger i vilken utsträckning SRA förekommer. 1980- och 1990-talsrörelserna som förespråkade en vitt spridd form av Satanic Ritual Abuse pekade mot en eller flera hemliga organisationer med tiotusentals, i vissa fall hundratusentals, medlemmar över hela världen som lyckats infiltrera regeringar, rättsväsende, sjukhus och i princip samtliga funktioner i samhället. En lång rad mord, kidnappningar, tortyrfall och försvinnanden har påståtts ha sin grund i Satanic Ritual Abuse, däremot finns det få saker som talar för att det faktiskt har rört sig om dessa. Under 1980-talet fanns ett flertal fall, däribland Kern county-fallen, där en grupp individer anklagades för Satanic Ritual Abuse men senare friades. Efter Kenneth Lannings rapporter har SRA-hysterin idag tonat ner och man förutsätter att det inte finns någon sådan organisation som systematiskt och organiserat utför kidnappningar av spädbarn eller kontrollerar samhället i någon form. Förespråkare för teorin har menat att det inte går att bevisa eftersom problemet är så djupt rotat i regeringar och rättsväsende, någonting som motargumenterades av bland annat Kenneth Lanning. Om det skulle förekomma så många rituella mord och kidnappningar så måste det finnas fysiska bevis för detta och förr eller senare gör alla brottslingar misstag vid upprepade brott. Kristna fundamentalister, framför allt flera av författarna bakom självbiografier som behandlar Satanic Ritual Abuse, har hävdat att magi, demoner eller rentutav Satan själv har hjälpt satanisterna på olika sätt för att undanröja bevisen.
Sedan Kenneth Lannings utredning är en majoritet överens om att SRA visst förekommer,[källa behövs] men i så pass liten utsträckning att det inte kan ses som en organiserad form eller orkestrerat av någon global eller ens nationell sekt, kult eller organisation. Det finns däremot fortfarande grupperingar som tror att Satanic Ritual Abuse är vanligt (om än dolt) förekommande, dessa är av allt att döma framför allt fundamentalistiska kristna tillhörande Katolska Kyrkan eller evangelikala kyrkor som Pingströrelsen. Det ska dock understrykas att detta inte är allmän dogm eller tradition i någon av dessa eller någon annan kristen trosinriktning.

## Psykiatri och hypnos
En stor del av alla vittnesmål om Satanic Ritual Abuse kom fram genom en kontroversiell terapeutisk metod kallad Recovered Memory Therapy, RMT. Metoden grundade sig i samtalsterapi, hypnos och användning av läkemedel för att framkalla bortträngda minnen av övergrepp i barndomen. Kritiker har menat att denna behandling varit suggestiv och lett patienten in i tron att den utsatts för övergrepp i barndomen utan att detta faktiskt hänt. Försök har gjorts bland annat av Elisabeth Loftus som visat att det är möjligt att skapa falska minnen hos testsubjekt. Kritikerna Richard Ofshe och Ethan Watters, författare bakom boken Monsters. False Memories, Psychotherapy, And Sexual Hysteria, har lagt fram följande kritik gentemot RMT:
- Traumatiska händelser som uppenbarligen har hänt, till exempel krigsupplevelser, är inte "bortträngda" - de glöms antingen bort eller koms ihåg klart och tydligt trots försök att tränga bort dem.
- "Minnena" återskapade i RMT är väldigt detaljerade. Enligt RMT-litteratur kan den mänskliga hjärnan inneha skarpa minnen som kan återskapas i detalj, ungefär som en film. Denna tro motsäger i princip all forskning om hur det mänskliga minnet fungerar.
- Patienten är given en lång lista av "symptom", däribland sömnlöshet, huvudvärk, känslan av att vara annorlunda än andra och så vidare. Om flera av dessa symptom stämmer föreslås det att patienten förmodligen blivit utsatta för sexuella övergrepp. Om patienten nekar detta är de i en förnekelsefas och behöver mer ingående terapi.
- Under utfrågningen är patienterna öppet uppmuntrade att ignorera sina känslor och minnen och utgå från att övergrepp har skett. Över månader eller år tillsammans med terapeuten utforskar de sedan hur detta övergrepp gick till. Möjligheten att övergreppet inte alls har skett övervägs sällan.

Idag används RMT sällan på grund av de kontroverser och den kritik metoden har fått utstå.